# Падилья, Жозе
Жозе Падилья (порт.-браз. Jose Padilha; родился 1 августа 1967 года) — бразильский режиссёр, продюсер и сценарист. Он наиболее известен тем, что является режиссёром фильмов «Элитный отряд» и «Элитный отряд: Враг внутри» и ремейка фильма «Робокоп» 2014 года. Является обладателем Золотого медведя на Берлинском международном кинофестивале за фильм «Элитный отряд» церемонии 2008 года. Является продюсером Netflix.

## Личная жизнь
Падилья родился в Рио-де-Жанейро в Бразилии. Прежде чем снимать фильмы, Падилья изучал бизнес, политику и экономику в Рио-де-Жанейро. Он учился в Оксфордском университете, изучал литературу и международную политику. В 1997 году Падилья стал соучредителем производственной компании Zazen Produções с Маркос Прадо, которого он встретил в Оксфорде. В последующие годы Zazen Produções стал бы чрезвычайно полезным в своих фильмах.

## Карьера
Падилья вышел на бразильскую сцену фильма со своим первым художественным фильмом Автобус 174 2002 года. Фильм был документальной особенностью, созданной его продюсерской компанией; он подробно рассказал о захвате автобуса в своём родном городе. Используя свою заинтересованность в политике, Падилья использовал фильм, чтобы показать, как социальная инженерная нищета в Рио-де-Жанейро повлияла на преступность<>. Фильм прошёл успешно, получив 217 201 долларов в кассе, но вызвал разногласие для тех, кто считал, что Падилья сочувствовал преступнику и изображал полицию как некомпетентную и коррумпированную. Фильм получил много внимания на нескольких кинофестивалях.
В 2007 году Падилья снял «Элитный отряд», свой первый вымышленный фильм. Фильм получил коммерческий и критический успех, который занял первое место в 2007 году. В 2008 году Падилья выиграл Золотого медведя на Берлинском кинофестивале «Элитный отряд», привлекая к себе международное внимание. Бюджет был чуть более 6 миллионов долларов и включал финансирование от Weinstein Company и нескольких других. Этот фильм вызвал дискуссии о жестокости полиции в Бразилии, а также их предполагаемом участии в мероприятиях, связанных с бандами. Из-за успеха «Элитного отряда» вышло продолжение «Элитный отряд 2». Он по-прежнему занимает рекорд в кассовых сборах и рекордных продажах билетов. Этот фильм был выбран в качестве официального документа Бразильского Оскара в 2012 году в звании лучший зарубежный фильм, но он не попал в заключительный список. Два фильма являются частью планируемой трилогии, исследуя влияние СМИ, полиции и политиков на общество.
После «Элитного отряда» Падилья снял ещё два документальных фильма. Первым документальным фильмом был «Гарапа», а второй «Тайны племени», премьера которого состоялась на кинофестивале в Сандэнсе в 2010 году, с одобрением критиков. В этом фильме рассматриваются некоторые утверждения, первые выявленные в книге Патрика Тирни «Тьма в Эль-Дорадо» 2000 года, что антропологи, изучавшие индейцев Яномами в 1960-х и 1970-х годах, участвовали в причудливых и неуместных взаимодействиях с племенем, включая сексуальные и медицинские нарушения.
После огромного успеха дилогии «Элитного отряда» Падильи было предложено несколько фильмов от Sony. Он отказался от них всех, прежде чем принял решение снять перезагпуск классической научной фантастики 1987 года, «Робокоп». Падилья сказал:

Я пошел в Sony, и они предлагали мне много фильмов, но ни один из них не был проектом по «Робокопу». Я не хотел снимать ни один из тех фильмов, о которых они говорили. А у них в комнате висел постер «Робокоп». В итоге я им и говорю: «А правами на „Робокопа“ вы владеете»? Они в ответ: «Ну да» … и я сказал им: «Знаете, я хочу это сделать»…
Оригинальный текст (англ.)I went to into Sony and they were offering me a lot of movies, but none of them were Robocop. I didn't want to make any of those movies they were talking about. And there was a Robocop poster in the room. Eventually I said to them, do you own Robocop? And they go like, 'Yeah'…and I said, you know, I want to do it…
— Жозе Падилья
2 марта 2011 года было объявлено, что Падилья направит фильм ремейк «Робокопа». Фильм был выпущен 12 февраля 2014 года. Падильха продолжил своё политическое повествование, используя фильм, чтобы проиллюстрировать и моральные опасности автоматического насилия. На сегодняшний день фильм собрал более 240 миллионов долларов по всему миру, но получил смешанные отзывы. Однако в начале 2018 года пошли слухи, что оригинальный автор «Робокопа» Эдвард Ноймайер пишет сценарий к продолжению классического фильма 1987 года, который будет игнорировать как продолжения, так и перезапуск.

## Фильмография
| Год  | Название фильма           | Режиссёр | Продюсер | Сценарист | Ссылки |
| ---- | ------------------------- | -------- | -------- | --------- | ------ |
| 2002 | Автобус 174               | Да       | Да       | Да        |        |
| 2007 | Элитный отряд             | Да       | Да       | Да        |        |
| 2010 | Элитный отряд 2           | Да       | Нет      | Да        |        |
| 2010 | Тайны племени             | Да       | Нет      | Нет       |        |
| 2014 | Робокоп                   | Да       | Нет      | Нет       | [ 13 ] |
| 2014 | Рио, я люблю тебя         | Да       | Нет      | Нет       |        |
| 2015 | Нарко                     | Да       | Нет      | Нет       |        |
| 2018 | Механизм                  | Да       | Нет      | Нет       |        |
| 2018 | Операция «Шаровая молния» | Да       | Нет      | Нет       |        |
| 2018 | Нарко: Мексика            | Нет      | Да       | Нет       |        |